# Вана-Саалусе
Вана-Саалусе (ест. Vana-Saaluse), також Вана-Саалусси (ест. Vana-Saalussõ)  — село в Естонії, входить до складу волості Вастселійна, повіту Вирумаа.